# Picat din cer
Picat din cer (în engleză Holy Man) este un film de comedie american din 1998, regizat de Stephen Herek și în care rolurile principale au fost interpretate de Eddie Murphy, Jeff Goldblum și Kelly Preston. Filmul a fost un eșec de box office și a primit critici majoritar negative.

## Rezumat
Ricky Hayman (Jeff Goldblum) și Kate Newell (Kelly Preston) lucrează la Good Buy Network, un canal TV de teleshopping al cărui proprietar este John McBainbridge (Robert Loggia). Din cauza faptului că vânzările scăzuseră în ultimii doi ani sub conducerea lui Ricky, a fost adusă Kate pentru a veni cu idei noi. Ricky o privește pe Kate ca o amenințare, iar ea își exprimă sentimentul de neplăcere față de el. Cu toate acestea, John i-a dat un ultimatum lui Ricky să crească vânzările sau își va pierde slujba.
În timp ce conducea mașina într-o zi, Ricky și Kate dau peste un om ciudat care se autointitulează "G" (Eddie Murphy). G este neobișnuit prin faptul că poartă haine albe și este permanent fericit și zâmbitor. El pare să simte cât de tulburat este Ricky și îi însoțește la studioul Good Buy Network. G rătăcește pe platoul de filmare a reclamelor și, în timp ce el este în direct, crește numărul de apeluri din partea clienților care doresc să cumpere ceva. Kate observă asta și îi oferă lui G să participe la emisiunile de teleshopping. Între timp, antipatia reciprocă între Ricky și Kate a mai scăzut și ei încep să își exprime interesul romantic unul față de celălalt.
Reclamele lui G sunt în majoritate anecdote spontane sau gânduri despre viață, dar clienții sunt atrași de el și încep să cumpere chiar și lucruri de care nu au nevoie. În timp ce stătea în casa lui Ricky, el intră la petrecerea unor oameni de afaceri și-și prezintă talentele făcând un ceas Rolex "să dispară" și vindecând un alt bărbat de frica de zbor cu avionul. Ricky începe să dea numele lui G unor alte obiecte în scopul de a stimula creșterea vânzărilor. El vrea să-i dea lui G emisiunea lui proprie, dar mediul de lucru stresant și mulțimea de fani care doresc să-l întâlnească încep să-și ceară tributul. G nu mai este omul fericit și inspirat care a fost odată și atunci când Kate încearcă să-l convingă pe John McBainbridge să-l lase pe G să părăsească postul TV, el refuză și ea demisionează în semn de dispreț. Ricky culege beneficiile de pe urma creșterii vânzărilor, fiind promovat și primind un nou birou. Cu toate acestea, recompensa pare să fie pentru el fără sens din cauza letargiei lui G și a faptului că este respins de Kate.
În noaptea premierei noii emisiuni a lui G, Ricky își face un examen de conștiință și decide că cea mai bună decizie este să-l lase pe G să plece. El își anunță decizia sa publicului din studio și șefului său. Kate aude decizia lui și-l iartă pe Ricky, alergând în studio pentru a fi împreună cu el. Ei au o întâlnire romantică în direct, iar emisiunea se termină. Ulterior, Ricky și Kate își iau rămas-bun de la G, care și-a revenit complet și își continuă pelerinajul său pe jos.

## Distribuție
| Actor                | Rol                                        |
| -------------------- | ------------------------------------------ |
| Eddie Murphy         | G                                          |
| Jeff Goldblum        | Ricky Hayman                               |
| Kelly Preston        | Kate Newell                                |
| Robert Loggia        | John McBainbridge                          |
| Eric McCormack       | Scott Hawkes                               |
| Jon Cryer            | Barry                                      |
| Morgan Fairchild     | ea-însăși                                  |
| Betty White          | ea-însăși                                  |
| Florence Henderson   | ea-însăși                                  |
| James Brown          | el-însuși                                  |
| Soupy Sales          | el-însuși                                  |
| Dan Marino           | el-însuși                                  |
| Willard Scott        | el-însuși                                  |
| Nino Cerruti         | el-însuși                                  |
| Jennifer Bini Taylor | Hot Tub Girl                               |
| Adriana Cataño       | prezentatoarea T.V.                        |
| Eugene Levy          | băiatul de la Background T.V. (necreditat) |

## Recepție
Picat din cer a obținut încasări de 12.069.719 $ în America de Nord.
Filmul a primit mai ales recenzii negative, criticii plângându-se de scenariu și de interpretarea actorilor. Bazat pe 48 de comentarii colectate de situl critic Rotten Tomatoes, 13% dintre critici au dat filmului un comentariu pozitiv (6 "Fresh", 42 "Rotten"), cu un rating mediu de 3.7/10.
În 2009, Eddie Murphy s-a referit la Picat din cer ca un "film oribil". Deși nu a spus titlul filmului, el l-a menționat la emisiunea The Tonight Show with Conan O'Brien ca fiind filmul în care a jucat alături de cântărețul James Brown. În noiembrie 2011, la emisiunea Late Night with Jimmy Fallon, Murphy a numit filmul Picat din cer un film oribil.